# Edwin Myers
Pour les articles homonymes, voir Myers.
Edwin Earl « Ed » Myers surnommé « Laddie » Myers (né le 18 décembre 1896 à Hinsdale et décédé le 31 août 1978 à Evanston) est un athlète américain spécialiste du saut à la perche. Affilié à la Chicago Athletic Association, il mesurait 1,75 m.

## Biographie

### Palmarès
| Date | Compétition           | Lieu   | Résultat | Performance |
| ---- | --------------------- | ------ | -------- | ----------- |
| 1920 | Jeux olympiques d'été | Anvers | 3e       | 3,60 m      |

### Records
| Épreuve          | Performance | Lieu | Date |
| ---------------- | ----------- | ---- | ---- |
| Saut à la perche | 4,00 m      |      | 1924 |